# Naturschutzgebiet Weinsberger Bachtal
Das Naturschutzgebiet Weinsberger Bachtal (NSG-Kennung SG-009) befindet sich auf dem Gebiet der kreisfreien Stadt Solingen in Nordrhein-Westfalen. Das Gebiet wurde 2005 durch die Stadt Solingen als Naturschutzgebiet (NSG) ausgewiesen.
Ein Teilbereich des Naturschutzgebiets, überwiegend der namensgebende Bachlauf selbst, liegt außerdem im deutlich größeren FFH-Gebiet DE-4808-301 Wupper von Leverkusen bis Solingen, wodurch diese Flächen zum europäischen Schutzgebietsnetz Natura 2000 gehören.

## Lage
Das Naturschutzgebiet liegt im Südwesten des Solinger Stadtgebiets im Bereich des Stadtbezirks Burg/Höhscheid. Es folgt dem Verlauf des Weinsberger Bachs in dessen Tal von der Hofschaft Johänntgesbruch bis fast zum Wipperkotten, wo die nahe Wupper erreicht wird, die die Stadtgrenze zu Leichlingen bildet. Dort grenzt das Naturschutzgebiet Tal- und Hangbereiche der Wupper mit Seitenbächen unmittelbar an.

## Gebietsbeschreibung
Das Naturschutzgebiet Weinsberger Bachtal hat eine Größe von 43,43 ha. Es umfasst den Unterlauf des Weinsberger Bachs mit Nebengewässern und umliegende Tal- und Hangflächen. Der Bereich ist von Grünland und Wald geprägt. Das Gebiet ist stark mit Erlen-, Eschen- und Auenwäldern (Weich- und Hartholz) bewaldet. Der Bach verläuft durch das Tal und ringsherum gibt es viele bergähnliche Erhebungen, welche die Tallage des Baches hervorheben. Zahlreiche Feuchtwiesen im Bachverlauf sind ebenso vorhanden. Im Bachverlauf ist ein Hainsimsen-Buchenwald zu finden.
Im gesamten Bereich sind zahlreiche verschiedene auch geschützte Vögel zu finden.

### Geschützte Tierarten
- Eisvogel
- Habicht
- Wasseramsel
- Gebänderte Prachtlibelle
- Ringelnatter
- Bachneunauge
- Groppe

### Geschützte Pflanzenarten
- Blasen-Segge
- Alpen-Hexenkraut
- Raue Nelke

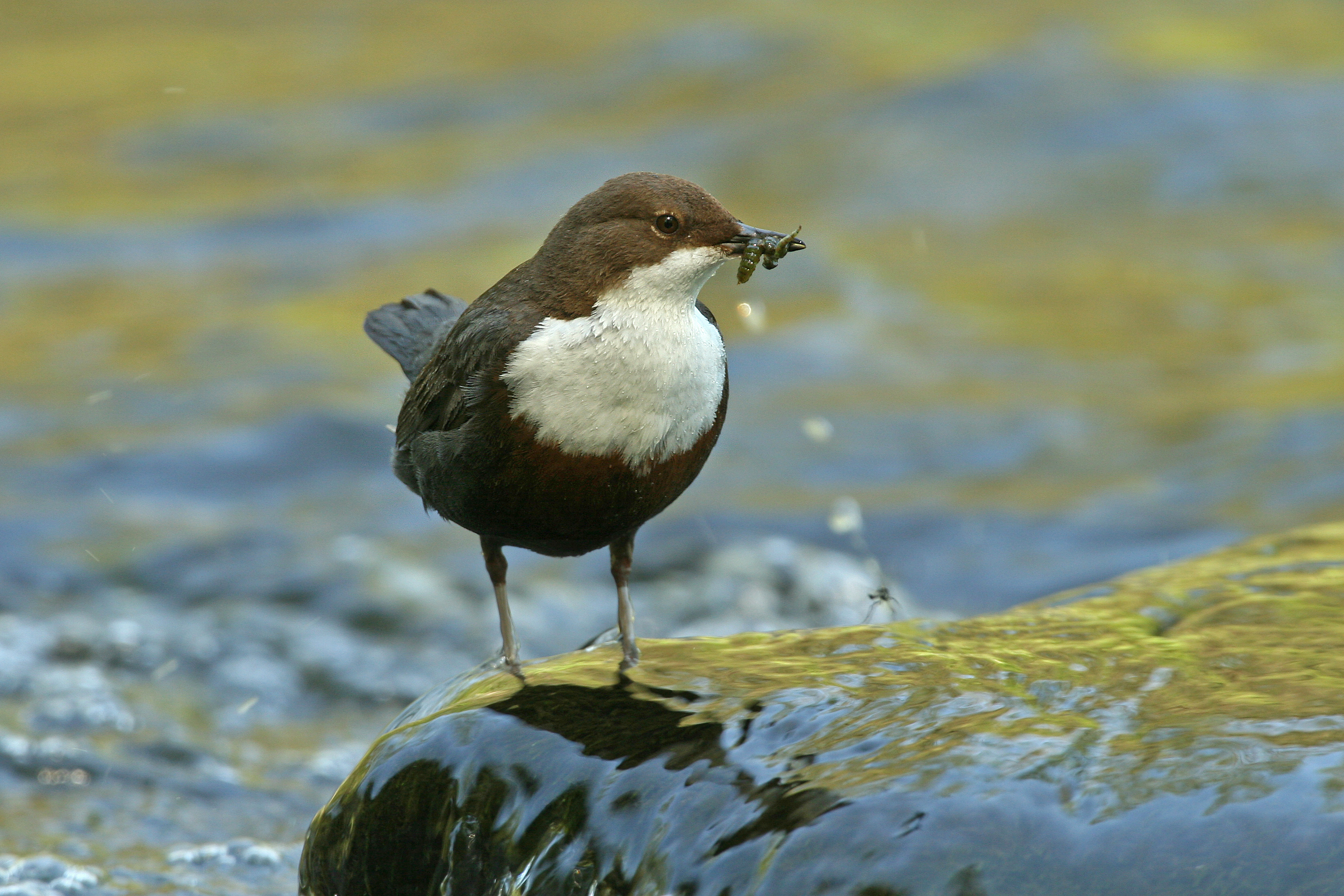
Wasseramsel (Cinclus cinclus)
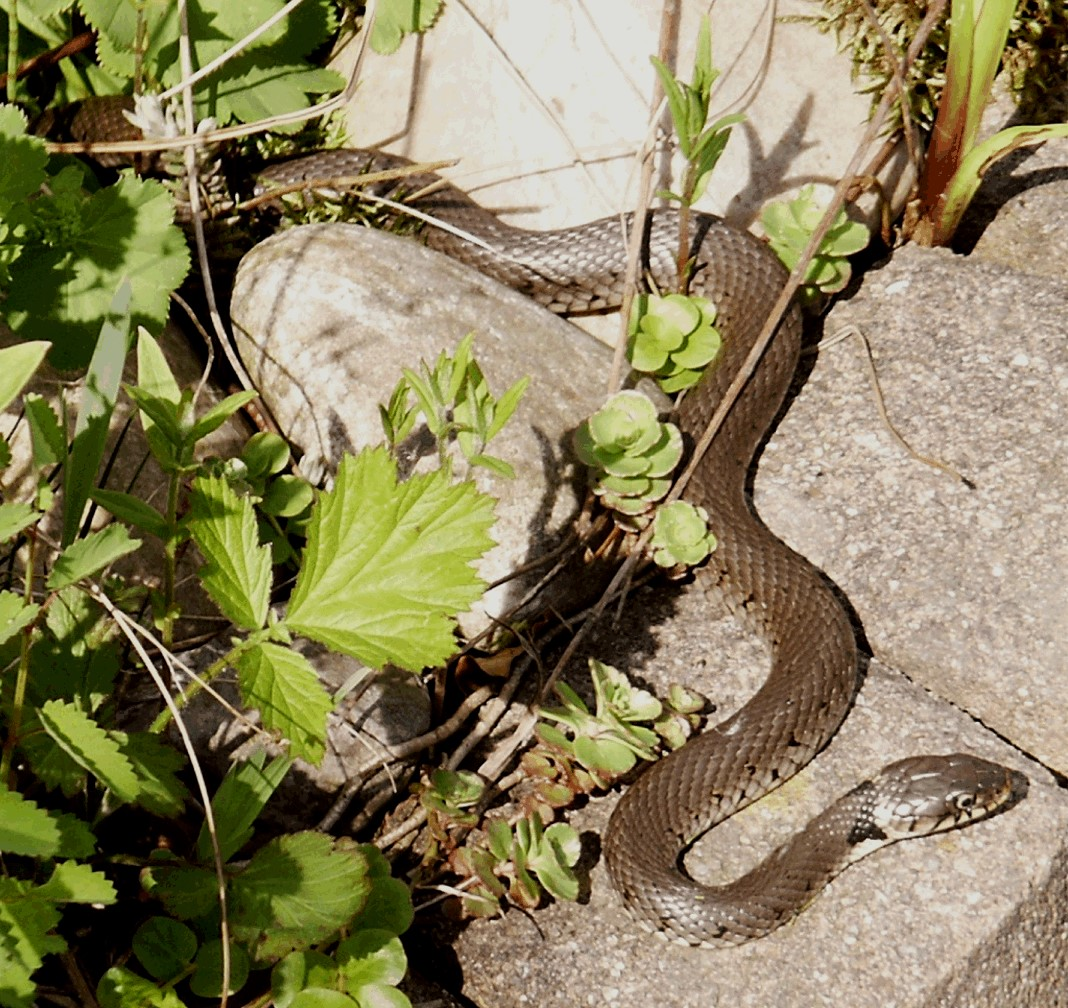
Ringelnatter (Natrix natrix)
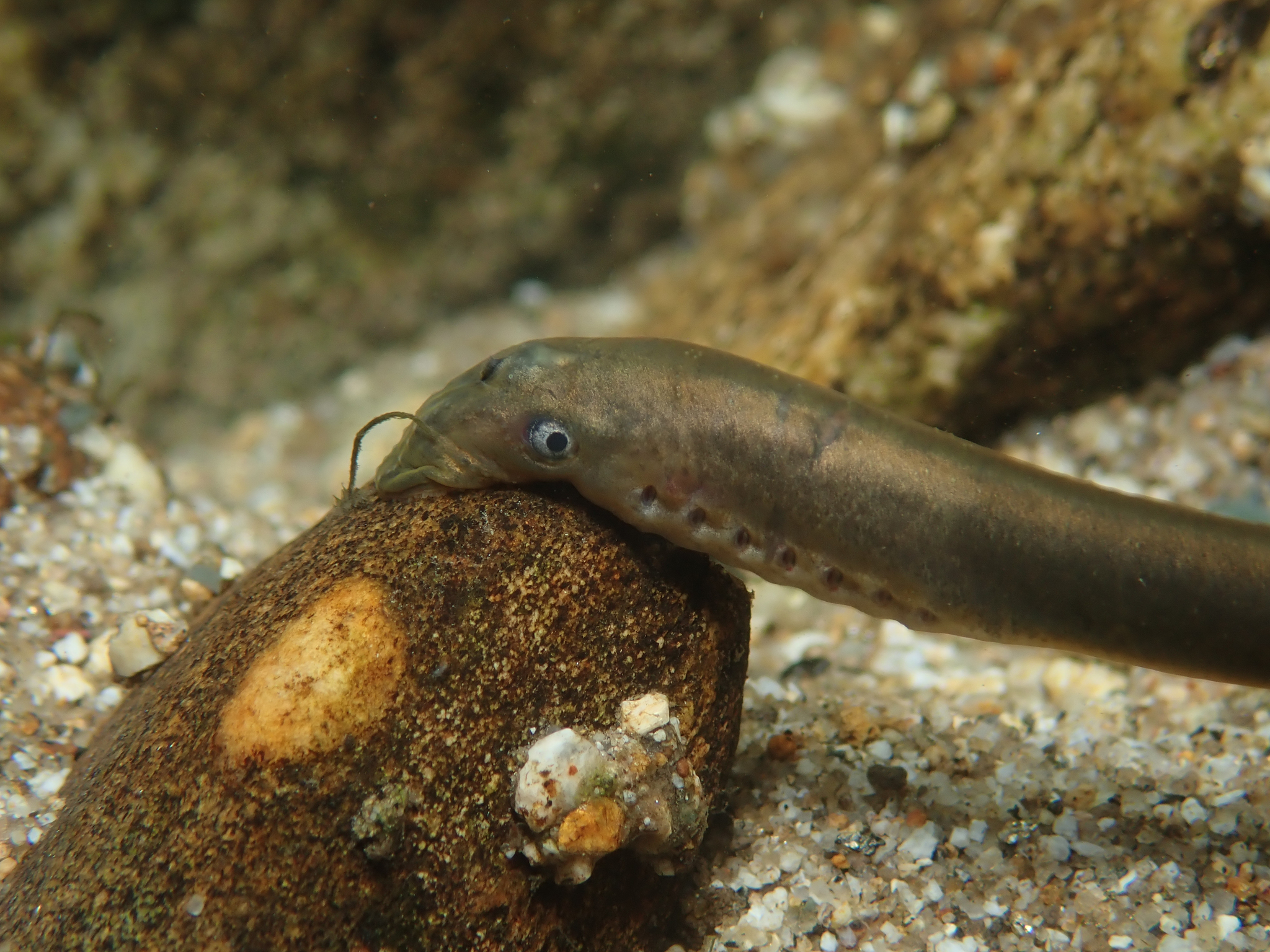
Bachneunauge (Lampetra planeri)
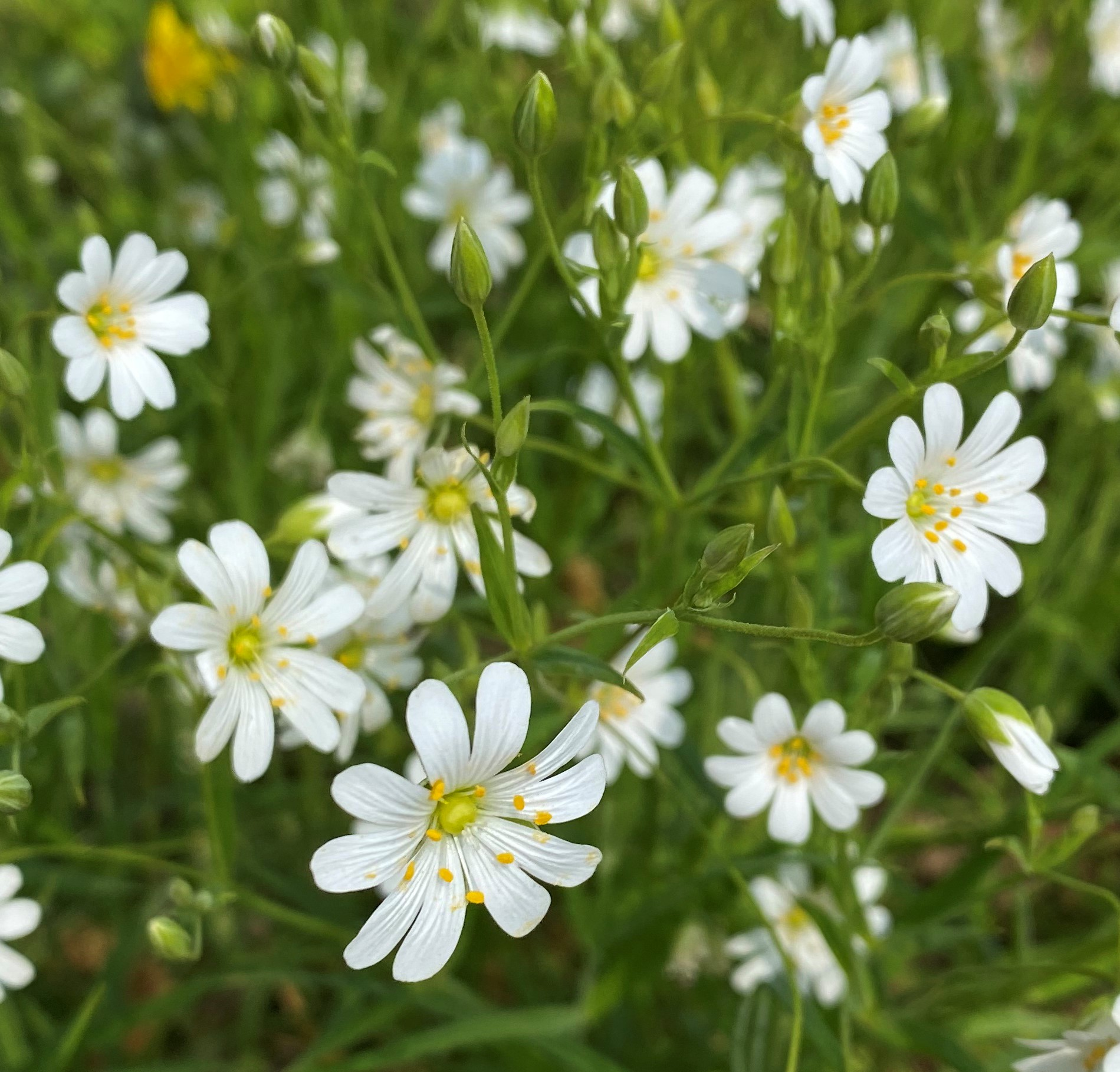
Große Sternmiere (Stellaria holostea) bei Strupsmühle
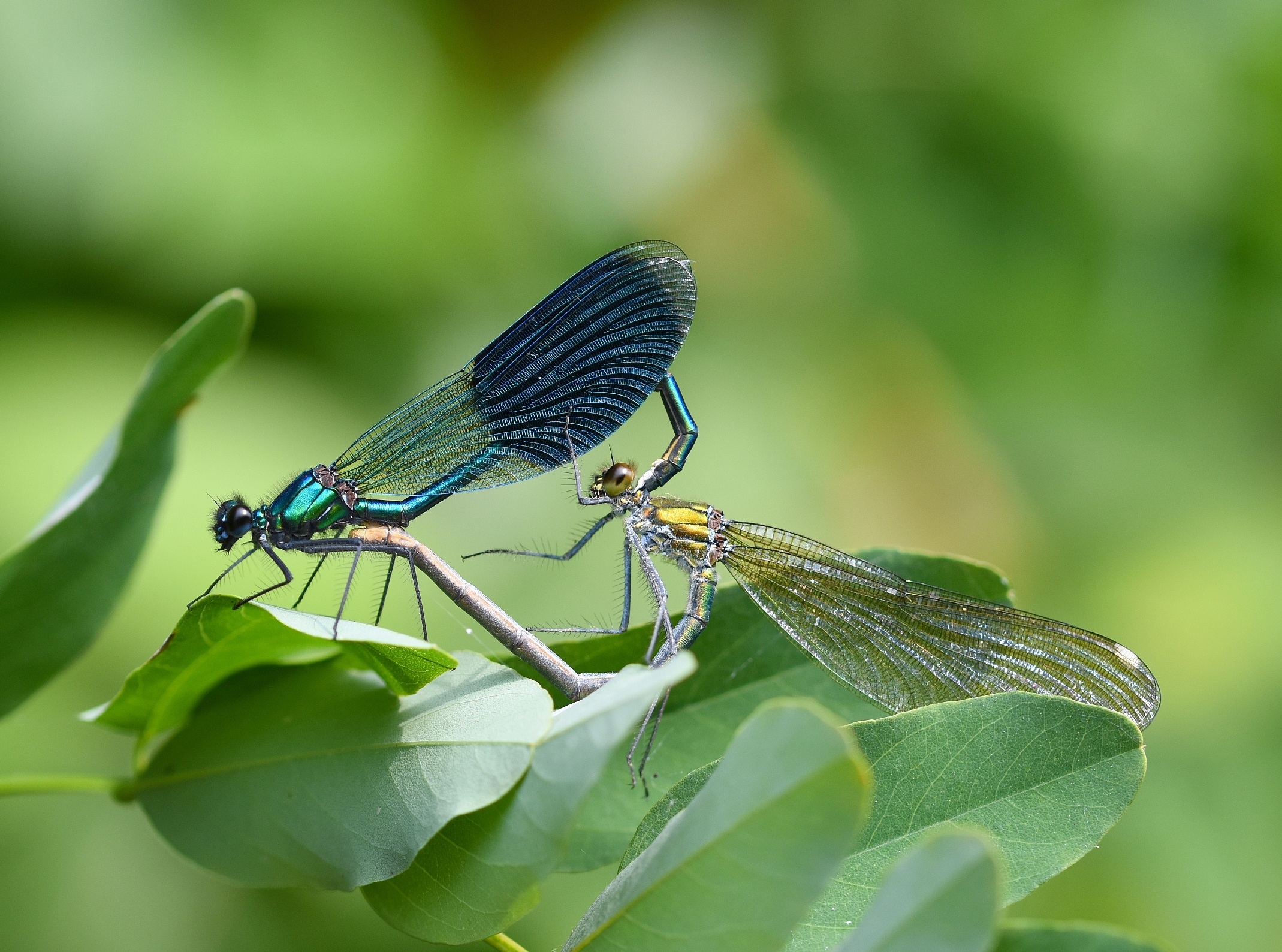
Gebänderte Prachtlibelle (Calopteryx splendens)
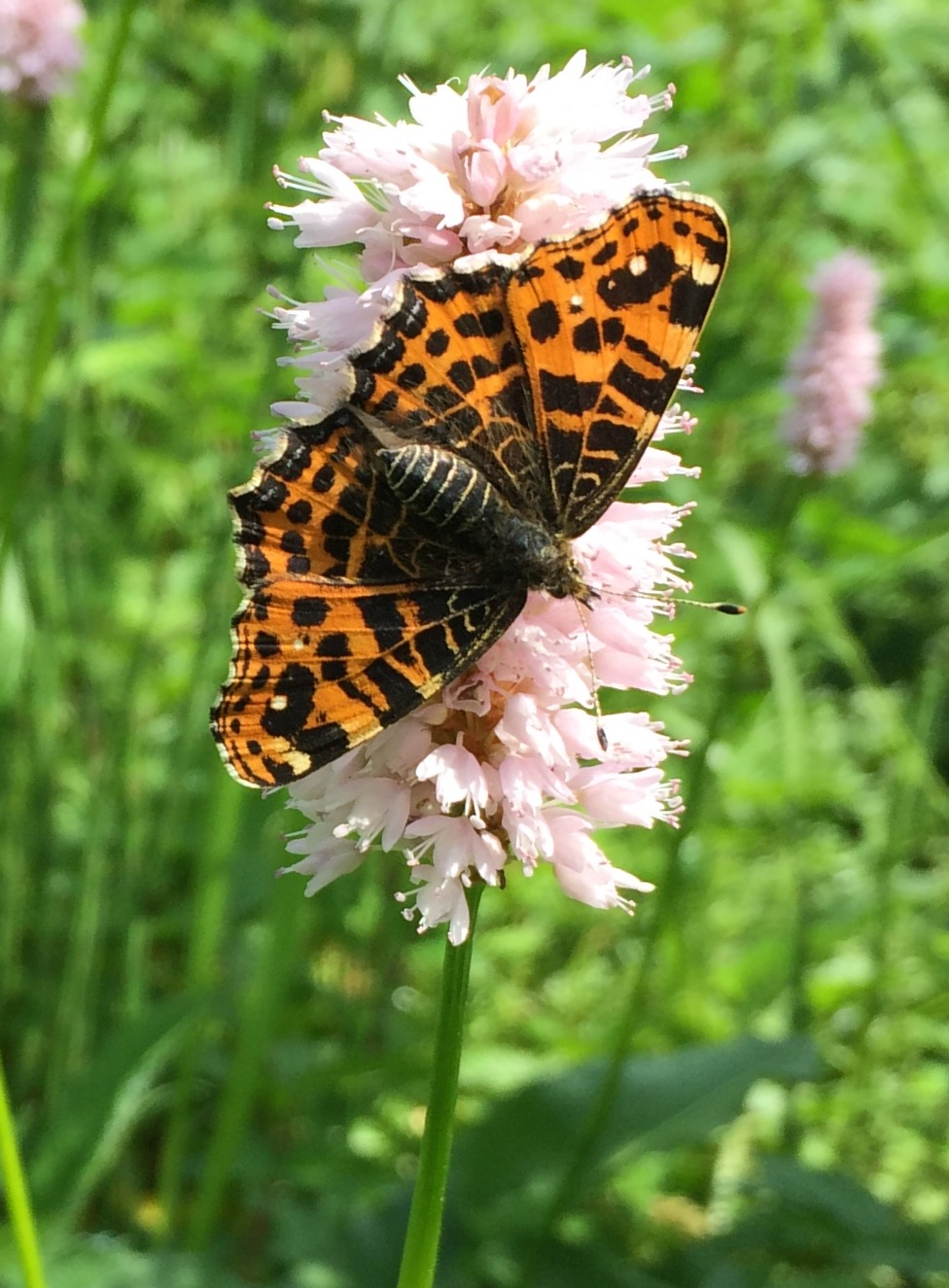
Landkärtchen an Schlangen-Knöterich

## Wanderwege

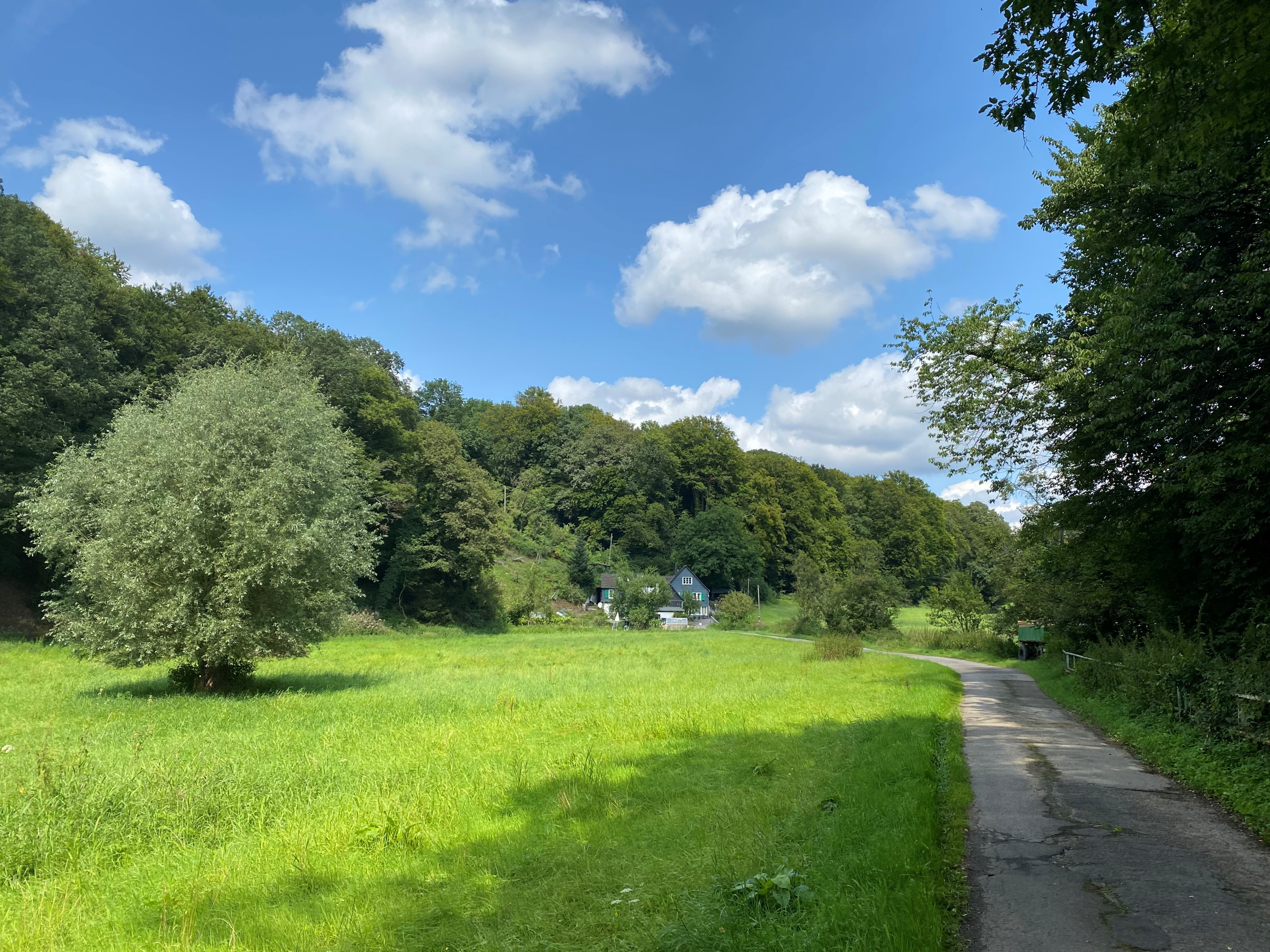
Weinsberger Bachtal bei dem Schmidtskotten

Das Gebiet ist für Wanderer und Spaziergänger erschlossen. Der Wanderweg △, der am Bülowplatz in der Solinger Südstadt beginnt, führt durch das gesamte Weinsberger Bachtal bis zur Mündung in die Wupper am Wipperkotten. Der Klingenpfad (S) tangiert ebenfalls das untere Weinsberger Bachtal von Strupsmühle über Schmidtskotten bis zum Wipperkotten auf gleicher Wegeführung.